# Ligdiformia
Ligdiformia là một chi bướm đêm thuộc họ Geometridae.